# Eduard Hermann Veit
Eduard Hermann Veit (geb. 19. Juli 1824 in Hamburg; gest. 6. Juni 1901 in Berlin) war ein deutscher Bankier.

## Lebensweg

### Herkunft und Jugend
Eduard Hermann Veit stammt aus der jüdischen Familie Veit. Seine Eltern waren der Makler Jona (nach seiner Taufe: Johann) Siegfried Veit (1790–1865) und dessen Ehefrau Friederike Pauline Rivke, geb. Flesch (1800–1867). Der Arzt Otto Siegfried Veit (1822–1883) war sein älterer Bruder. Beide, Eduard Hermann und Otto Siegfried, wurden in Hamburg geboren.
Im politisch unruhigen Jahr 1848 leistete Eduard Hermann Veit seinen Wehrdienst bei den Ulanen ab. Er wurde als Leutnant der Reserve aus dem Militärdienst entlassen.
Im Jahr 1849 siedelte er von Hamburg nach Berlin über.

### Berufliche Tätigkeit
Wohl schon vor seinem Militärdienst hatte Veit eine Banklehre begonnen. Er war für das Berliner Bankhaus der Gebrüder Veit und Co. tätig, das seinen Verwandten gehörte und geschäftliche Beziehungen unter anderem zum Bankhaus Oppenheim & Warschauer aus Königsberg (Preußen) unterhielt, das nach Wolff Oppenheim (1753–1828) und Marcus Warschauer (1777–1835) benannt war.
Am 1. Oktober 1849 gründete Robert Warschauer senior in Berlin das Bankhaus Robert Warschauer & Co. als ein Tochterunternehmen des erwähnten Bankhauses Oppenheim & Warschauer. Gleich von der Gründung dieses neuen Berliner Bankhauses an arbeitete Eduard Hermann Veit für dieses Unternehmen, zunächst als Prokurist und ab 1869 als Teilhaber. Er blieb 50 Jahre lang für diese Bank tätig, bis er zum Jahreswechsel 1899/1900 in den Ruhestand ging. 1859 wurde das Bankgeschäft Robert Warschauer & Co. zur Finanzierung mehrerer internationaler Projekte mit fünf anderen Banken zum Preußen-Konsortium unter Federführung des Bankiers Gerson von Bleichröder (1822–1893) zusammengeführt. Der Erfolg des Bankhauses Robert Warschauer & Co. übertraf bald den des Königsberger Mutterhauses, so dass dieses Ende 1868 aufgelöst wurde. Im Jahr 1898 hatte die Bank Robert Warschauer & Co. neben Eduard Hermann Veit die Teilhaber Hugo Oppenheim (1847–1921), Otto Mendelssohn-Bartholdy (1868–1949) und Alfred Cohn (1861–1932). Ende 1882 trat Robert Warschauer aus dem Bankhaus aus, 1884 verstarb er. Nach Warschauers Austritt wurde Eduard Hermann Veit Seniorpartner der Bank.
Im Jahr 1849, als das Bankhaus Robert Warschauer & Co. gegründet wurde, stand die Berliner Börse noch deutlich hinter der in Frankfurt (Main), die damals der wichtigste deutsche Wertpapiermarkt war, zurück. Dass die Berliner Börse allmählich bedeutender wurde, hatte sie unter anderem auch Eduard Hermann Veit zu verdanken, der als Initiator des Arbitrage-Verkehrs an der Berliner Börse galt.
Die Bank hatte seit den 1860er Jahren gute Beziehungen nach Russland. Russische Anleihen, die insbesondere zur Finanzierung des Ausbaus des russischen Eisenbahnnetzes verwendet wurden, wurden unter Mitwirkung des Bankhauses Warschauer getätigt. Die Bank hielt auch Beteiligung an italienischen Bankhäusern, darunter Manzi und Co. in Rom und Credito Italiano in Mailand und Genua, und wirkte an mehreren italienischen Staatsanleihen mit. Die Bank machte auch Geschäfte in Transvaal (Südafrika), Ägypten, China und Nordamerika. Robert Warschauer senior war an der Gründung der Berliner Handels-Gesellschaft beteiligt, einer Großbank, die sich vor allem bei der Finanzierung des Eisenbahnbaus in Deutschland, Österreich-Ungarn und Russland, zudem auch bei der Finanzierung von Industrie-Unternehmen engagierte.
Neben seiner Haupttätigkeit beim Bankhaus Robert Warschauer & Co. betätigte sich Eduard Veit bis November 1873 auch als Prokurist der Bank A. Busse & Co. Berlin und saß in den Aufsichtsräten mehrere Aktiengesellschaften, darunter dem des Actien-Vereins Zoologischer Garten Berlin, dem der Grusonwerk A.G. aus Magdeburg-Buckau (einem Rüstungsunternehmen) und dem der Versicherung Internationaler Lloyd; ferner an der Berliner Hagelversicherungsgesellschaft. Eduard Veit beteiligte sich persönlich an der Finanzierung des Chemiekonzerns Agfa („Aktiengesellschaft für Anilinfabrikation“), dessen Mitbegründer sein Schwiegersohn Carl Alexander von Martius (1838–1920) und Paul Mendelssohn Bartholdy der Ältere (1841–1880) waren. Veit gehörte außerdem, offenbar seit März 1879, dem Zentralausschuss der Reichsbank an. Der Zentralausschuss der Reichsbank, die bis 1939 in Privateigentum war, bestand aus 15 ehrenamtlichen Vertretern ihrer Anteilseigner, die diese jeweils auf ein Jahr aus ihrer Mitte wählten. Der Zentralausschuss tagte einmal monatlich unter dem Vorsitz des Präsidenten des Reichsbankdirektoriums und prüfte alle wichtigen Bilanzposten der Reichsbank. Des Weiteren musste das Reichsbankdirektorium den Ausschuss etwa zur Bilanz- und Gewinnberechnung oder zur Höhe des Diskont- und Lombardsatzes konsultieren. Der Einfluss des Zentralausschusses auf die Politik der Reichsbank war faktisch jedoch sehr gering.

### Privatleben
Seit 1853 wohnte Eduard Veit nacheinander in drei verschiedenen Häusern in der Behrenstraße.
Im Oktober 1852 heiratete Eduard Veit die Pfarrerstochter Marianne Kuntze. Aus dieser Ehe, die später geschieden wurde, ging die Tochter Margarethe Veit (1853–1926) hervor. Sie heiratete 1872 in Berlin den Chemiker und Industriellen Carl Alexander von Martius.
In den 1880er Jahren kaufte Eduard Veit ein großes Grundstück in Steglitz an den heutigen Göbenwiesen, die damals als Jordans Wiesen oder auch als Veitsche Wiesen bekannt waren. Eduard Veit, der in der Berliner Behrenstraße und später in der Voßstraße wohnte, ließ sich hier, in der damaligen Brückenstraße 1, als seinen Sommersitz die Villa Birkbusch bauen.
Ab 1891 wohnte Eduard Veit in der Voßstraße 12, wo er auch am 6. Juni 1901 starb.
Nach seinem Tod nutzte seine Tochter Margarethe Martius offenbar noch einige Jahre die Villa Birkbusch in Steglitz, verkaufte dann aber 1905 das Anwesen an die Gemeinde Steglitz.

### Ehrenämter und soziales Engagement
Seit 1869 war Eduard Hermann Veit Mitglied des Vereins für die Geschichte Berlins.
1876 wurde Eduard Hermann Veit zum Kommerzienrat und 1883 zum Geheimen Kommerzienrat ernannt. „Kommerzienrat“ ist ein Ehrentitel, der im Deutschen Reich vor allem an Persönlichkeiten aus der Wirtschaft verliehen wurde und zwar erst nach erheblichen „Stiftungen für das Gemeinwohl“.
Eduard Hermann Veit war von 1881 bis 1885 Mitglied der Ältesten der Korporation der Kaufmannschaft zu Berlin.
Seit dem 7. Juni 1881 gehörte Eduard Hermann Veit der „Gesellschaft der Freunde in Berlin“ an, in der sich 1792 zum Zweck der Unterstützung Bedürftiger und gegenseitiger Hilfe ursprünglich nur jüdische Kaufleute und Bankiers zusammengeschlossen hatten.
Im Jahr 1893 gehörte Veit einem deutschen Hilfskomitee für die von einem Erdbeben verwüstete griechische Insel Zante an.
In seinen letzten Lebensjahren setzte sich Veit stark für den Bau eines Pfarrwitwenheims in Berlin-Steglitz des 1896 in der Schönhauser Straße gegründeten Lutherstiftes ein. Er hat die Träger des evangelischen Stifts mehrfach durch Geldspenden unterstützt.
Veit machte bei seinem Ausscheiden aus dem Bankhaus Robert Warschauer & Co. eine Stiftung zugunsten der Angestellten dieser Firma.
Im Jahr 1900 war Veit Mitglied im Deutschen Hilfskomitee für Ostasien, das im Zusammenhang mit dem „Boxeraufstand“ gegründet wurde, Spenden einsammelte und Kriegshilfsmaßnahmen koordinierte.